# John Flett
John Alexander Flett (Manly, 15 giugno 1963) è un ex rugbista a 15 australiano, tre quarti ala, campione del mondo nel 1991 con gli Wallabies.

## Biografia
Flett ebbe le prime esperienze di club presso l'università del Nuovo Galles del Sud, nella cui squadra di rugby militò; successivamente passò al Randwick e, nel 1990, fu chiamato a rappresentare il suo Stato.
Sempre nel 1990 esordì in Nazionale australiana, nel corso di un test match a Brisbane contro gli Stati Uniti; fu in campo anche per la Bledisloe Cup di quella stagione contro la Nuova Zelanda e, un anno più tardi, fu convocato nella selezione che prese parte alla Coppa del Mondo di rugby 1991 nel Regno Unito: Flett fu in campo in un solo incontro, in fase eliminatoria, nel corso del torneo che vide l'Australia laurearsi campione del mondo.
Tale incontro fu anche il quarto e ultimo della carriera internazionale di Flett che, dopo il ritiro, si dedicò all'insegnamento e all'allenamento.

## Palmarès
- Coppe del mondo: 1
Australia: 1991